# Андромеда XXIII
Андроме́да XXIII (And XXIII) — карликовая сфероидальная галактика в созвездии Андромеды. Эта галактика-спутник Галактики Андромеды находится на расстоянии примерно 0,411 тыс. световых лет (0,126 килопарсека) от неё. Она входит в Местную группу галактик.
Это одна из самых крупных галактик-спутников Галактики Андромеды. Её радиус около 1035 парсек (3380 световых лет).
Открыта в 2011 году (вместе с Андромедой XXIV, Андромедой XXV, Андромедой XXVI и Андромедой XXVII) при анализе данных, собранных в рамках проекта PAndAS на телескопе Канада-Франция-Гавайи.